# 豬扒大聯盟
《豬扒大聯盟》為2002年的香港電影，一部勵志的喜劇片，導演為勞劍華，由李嘉欣、莫文蔚、關秀媚及林熙蕾領銜主演。
故事敘述四位外表不美，內心最美的好朋友，雖然外貌被人譏笑，但是互相扶持，做事努力認真。然而，某次公司進行裁員，卻以外貌問題而被迫離職。於是，四人決定要變漂亮，做出美麗的反擊。

## 劇情大綱
LMF是家國際級手機公司，公司有著名的「四大醜妞」，常被公司同事嘲笑。阿Mo是天生「地中海型」禿頭，每天都會戴著帽子遮住缺陷，但因為講話毒辣被稱作醜妞。蘇眉因為學生時代受到色魔驚嚇，使得男性荷爾蒙過盛，毛髮量驚人常被當作男性，在公司任職保安。在電腦部任職的阿紅，因為右臉有大片紅色胎記，而被叫作「熊貓」。總監秘書阿刨，是有哨牙矇眼（暴牙瞇眼）的女性，做事認真負責很得總監Gordon信任。雖然常因為外貌被人嘲笑，但是四人互相鼓勵扶持。

## 劇中人物
| 演 員         | 角 色        | 人物介绍 | 昵称              |
| 李嘉欣        | 阿Mo         | LMF職員 “七点三”收音机台女主持人 天生地中海禿 曾辞职 細龜之女友 四大猪扒之一 蘇眉、谭倩红、阿刨、周春春之好友 联合蘇眉、谭倩红、阿刨、周春春报复LMF | 光頭妹            |
| 莫文蔚        | 蘇眉         | LMF保安 男性荷爾蒙過盛 曾被LMF解雇 四大猪扒之一 酒後與周春春發生關係 阿Mo、谭倩红、阿刨、周春春之好友 联合阿Mo、谭倩红、阿刨、周春春报复LMF         | 人妖 男人婆       |
| 關秀媚        | 阿刨         | LMF總監秘書 哨牙矇眼（暴牙瞇眼） 曾被LMF解雇 Gordon之女友 四大猪扒之一 阿Mo、苏眉、谭倩红、周春春之好友 联合阿Mo、苏眉、谭倩红、周春春报复LMF       | Patriciana 暴牙妹 |
| 林熙蕾        | 谭倩紅       | LMF電腦部職員 右臉大片胎記 曾被LMF解雇 阿倫之女友 四大猪扒之一 阿Mo、苏眉、阿刨、周春春之好友 联合阿Mo、苏眉、阿刨、周春春报复LMF                   | 熊貓 阿红         |
| 陳小春        | 周春春       | 手機推廣計劃設計師 女性化個性 同性恋 酒後與蘇眉發生關係 阿Mo、苏眉、谭倩红、阿刨之姐妹 联合阿Mo、苏眉、谭倩红、阿刨报复LMF                          | 春春              |
| 馮德倫        | 阿倫         | 細龜之表哥 花心大少 谭倩紅之男友 | 焚化倫            |
| 黃浩然        | 細龜         | 阿倫之表弟 見心儀女子即臉紅 阿Mo之男友 | 茄紅柿            |
| 杜德偉        | Gordon       | LMF總監 失婚男子 阿刨之男友 |                   |
| 郭少芸        | Christine    | LMF宣傳部主管 曾勾引Gordon 解雇文叔、蘇眉、谭倩红、阿刨 因被蘇眉、谭翠红、阿刨、周春春、阿Mo设计而坐牢                                              | 奸妃              |
| 盧海鵬        | 文叔         | LMF职员 被Christine解雇，之後成為保安員 |                   |
|               | Ada          | LMF职员 |                   |
| 許紹雄        | -            | 細龜之父 |                   |
| 陈桂芳        | -            | 細龜之母 |                   |
| 錢靖文        | -            | 細龜之妹 |                   |
| 杜汶澤        | -            | 深圳神醫 医好蘇眉、谭倩红、阿刨、阿Mo |                   |
| 鄒凱光        | -            | 整容醫生 推荐蘇眉、谭倩红、阿刨、阿Mo进行整容手术                                                                                                   |                   |
| 八兩金        | -            | 元朗怪醫 把蘇眉、谭倩红、阿刨、阿Mo弄至重伤 |                   |
| 陳鍵鋒        | Peter Pao    | 蘇眉前男友 |                   |
| Richare Gedes | Mr. Williams | LMF老板 与Christine合谋贪污 因被蘇眉、谭倩红、阿刨、周春春、阿Mo设计而坐牢                                                                          |                   |

## 相關戲劇
- 2001年《醜女大翻身》（台灣偶像劇）
- 2006年《醜女大翻身》（韓國電影）

## 外部連結
- 開眼電影網上《豬扒大聯盟》的資料（繁體中文）
- 香港影庫上《豬扒大聯盟》的資料（繁體中文）
- 豆瓣电影上《豬扒大聯盟》的資料 （简体中文）
- 时光网上《豬扒大聯盟》的資料（简体中文）
- 互联网电影数据库（IMDb）上《豬扒大聯盟》的资料（英文）